# Індіана Джонс
Доктор Генрі «Індіана» Джонс-молодший (англ. Dr. Henry «Indiana» Jones, Jr.) — вигаданий персонаж, археолог, шукач пригод і авантюрист, створений Стівеном Спілбергом та Джорджем Лукасом. Основними творами, де фігурує Індіана Джонс, є фільми: «Індіана Джонс: У пошуках втраченого ковчега», його приквел «Індіана Джонс і Храм Долі» і сиквели «Індіана Джонс і останній хрестовий похід», «Індіана Джонс і королівство кришталевого черепа» та «Індіана Джонс та циферблат долі». На додаток до фільмів та телесеріалу «Хроніки молодого Індіани Джонса», подорожі Індіани описуються в книгах, коміксах, відеоіграх тощо.
У фільмах роль дорослого Індіани виконав американський актор Гаррісон Форд, проте його грали й інші актори: Рівер Фенікс (Фенікс грав молодого Інді у фільмі «Індіана Джонс і останній хрестовий похід»), Корі Каре, Шон Патрік Фленері та Джордж Холл (Хроніки молодого Індіани Джонса).

## Характеристика

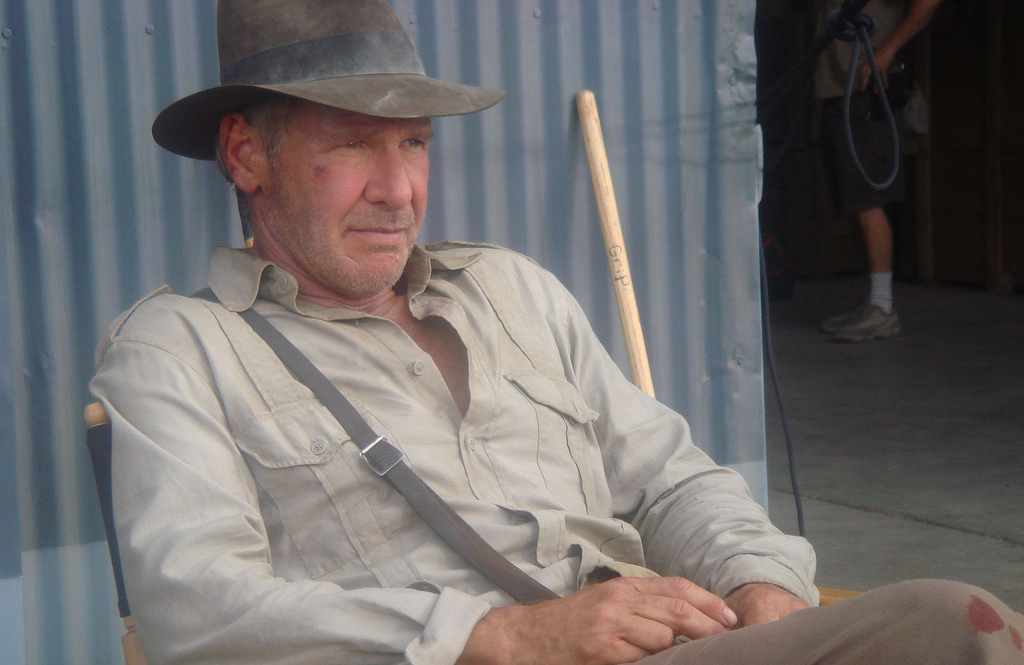
Індіана Джонс, кадр з фільму «Індіана Джонс і королівство кришталевого черепа»

### Особистість
Основним заняттям професора археології Генрі Джонса є читання лекцій про стародавні цивілізації в Чиказькому університеті. Проте за слушної нагоди, щоб знайти чи врятувати артефакти давнини, він вирушає в подорожі по всьому світу та встряє в авантюри. Генрі Джонс у своїх пригодах воліє називатися за прізвиськом «Індіана».
Незважаючи на цинізм та прагматичність, Індіана Джонс має розвинуте почуття честі та справедливості. Так, знайдені скарби він не забирає собі, а передає у музеї, роблячи їх надбанням всього людства. Навіть з-поміж колег він вирізняється глибоким знанням історії, стародавніх мов, та аналітичним складом розуму. Він сильний і спритний, володіє навичками рукопашної боротьби та стрільби. Попри сміливість, Індіана Джонс боїться змій.

### Спорядження
1. Капелюх-федора — роботи англійського капелюшника Герберта Джонсона[3].
2. Шкіряні куртки — гібридні від моделей 440 і А-2 компанії Wested Leather Co.
3. Подорожній мішок — сумка від британського протигаза Mark VII[4].
4. Триметровий (десятифутовий) батіг для биків — роботи Девіда Моргана[5].
5. Пістолети — револьвери Webley Mk VI[6], Smith & Wesson.45, Colt M1917, 9-мм пістолет Browning Hi-Power.
6. Похідні чоботи — виробництва компанії Alden Shoes[7].

## Фільми про Індіану Джонса

Молодий Індіана Джонс у фільмі «Індіана Джонс і останній хрестовий похід»

| № | Назва                                             | Оригінальна назва                                  | Рік  | Актор         | Дата виходу          | Кошторис     | Касові збори  |
| 1 | «Індіана Джонс: У пошуках втраченого ковчега»     | Raiders of the Lost Ark                            | 1981 | Гаррісон Форд | 12 червня 1981 (США) | 18 млн. $    | 384 140 454 $ |
| 2 | «Індіана Джонс і Храм Долі»                       | Indiana Jones and the Temple of Doom               | 1984 | Гаррісон Форд | 23 травня 1984 (США) | 28.17 млн. $ | 333,1 млн. $  |
| 3 | «Індіана Джонс і останній хрестовий похід»        | Indiana Jones and the Last Crusade                 | 1989 | Гаррісон Форд | 24 травня 1989 (США) | 48 млн. $    | 474.2 млн. $  |
| 4 | «Індіана Джонс і Королівство кришталевого черепа» | Indiana Jones and the Kingdom of the Crystal Skull | 2008 | Гаррісон Форд | 22 травня 2008 (США) | 185 млн. $   | 786,6 млн. $  |
| 5 | «Індіана Джонс і реліквія долі»                   | Indiana Jones and the Dial of Destiny              | 2023 | Гаррісон Форд |                      |              |               |

## Створення персонажу

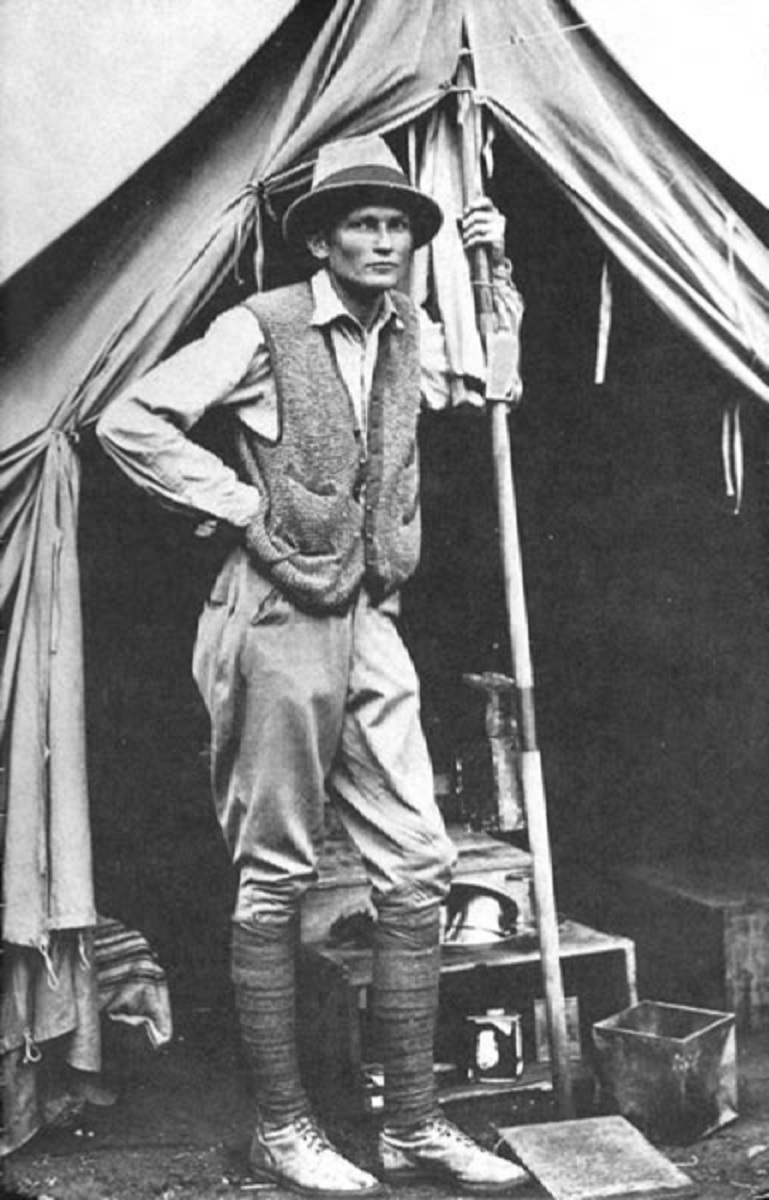
Хайрам Бінґем, прототип Індіани Джонса, на фото біля входу в свій намет біля Мачу-Пікчу в 1912 році

Індіана Джонс є збірним образом головних героїв пригодницьких телесеріалів і pulp-журналів, які його творці, Стівен Спілберг і Джордж Лукас, дивилися і читали в дитинстві. Двоє друзів вперше задумалися над створенням такого персонажа 1977 року на Гаваях, де відпочивали після зйомок «Зоряних воєн». В одній із розмов Спілберг сказав, що хотів би зняти фільм про Джеймса Бонда, але Лукасу не сподобалась ця ідея, він заявив, що у нього «є трохи кращий персонаж».
Вважається, що прототипом голлівудського кіногероя, археолога Індіани Джонса, є професор історії американських університетів Гарварду, Принстону та Єлю, Хайрем Бінґем. Бінґем керував трьома експедиціями до Південної Америки. Під час третьої подорожі до Перу в 1911 р. він досліджував загублену столицю інків Мачу-Пікчу і знайшов на руїнах понад 40 тис. артефактів і муміфікованих тіл.
Іншим прообразом також називається легендарний німецький археолог і письменник, штурмбанфюрер СС Отто Ран. І хоча Спілберг та Лукас ніде у своїх висловлюваннях про це не згадують, але сюжет фільму «Індіана Джонс: У пошуках втраченого ковчега» повторює пошуки Святого Грааля й деталі з біографії саме цього німецького вченого. Це, зокрема, продемонстрував документальний фільм «The Secret Glory» (2001) знятий журналістом Річардом Стенлі (Richard Stanley) за дорученням каналу Britain's Channel Four. У документальному фільмі йдеться про пошуки чаші Грааля. Хоча й існує інша версія, за якою прототипом Індіани Джонса став американський палеонтолог Рой Чепмен Ендрюс. Він працював у 1920-х і 1930-х роках у Монголії.
Спершу персонажу давали ім'я Індіана Сміт. Цю ідею категорично відкинув Стівен Спілберг. Тоді Джордж Лукас запропонував як альтернативу Індіану Джонса. Її й затвердили. Ідею ж імені головного героя придумали за кличкою собаки: Індіаною звали пса Джорджа Лукаса — породи аляскинський маламут.
Близькість із собакою обіграна у фільмі. Так у третій частині молодий Індіана Джонс кличе пса своїм іменем, наприкінці фільму професор Джонс-старший розповідає своєму колезі Салаху, що він називає сина «молодшим» через те, що «Індіана» — це собача кличка. А у четвертому фільмі доктору Джонсу повідомляють, що його назвали, знову ж таки, на честь собаки.

## Вплив на культуру

### Відеоігри
У численних відеоіграх присутні посилання на Індіану Джонса.
- Broforce — у грі є персонаж Індіана Бронс — пародія на Індіану Джонса[9].
- Killing Floor — у грі є персонаж, археолог Гарчер Спеббінгтон, який ззовні є копією Індіани Джонса. Також у грі є досягнення «Не час для кохання, докторе Джонс», яке є посиланням на фільм «Індіана Джонс і Храм долі».
- Neighbours from Hell 2: On Vacation — на одному з рівнів є яма з шипами, в яку потрапив археолог з капелюхом, а над ямою висить батіг.
- Tomb Raider: Anniversary — на рівні «Гробниця Куалопека» можна помітити контури капелюха і батога, зображені на величезній кулі.
- Zombie Army Trilogy — на кухні замку Адольфа Гітлера, в одному із холодильників, є скелет в шкіряній куртці і капелюсі, з револьвером та мотузкою.
- Fallout New Vegas — на пустці Мохаве можна віднайти холодильник зі скелетом і капелюхом-федорою у середині, що є референсом на таку ж сцену у фільмі «Індіана Джонс та Королівство Кришталевого Черепа»

## Фотогалерея

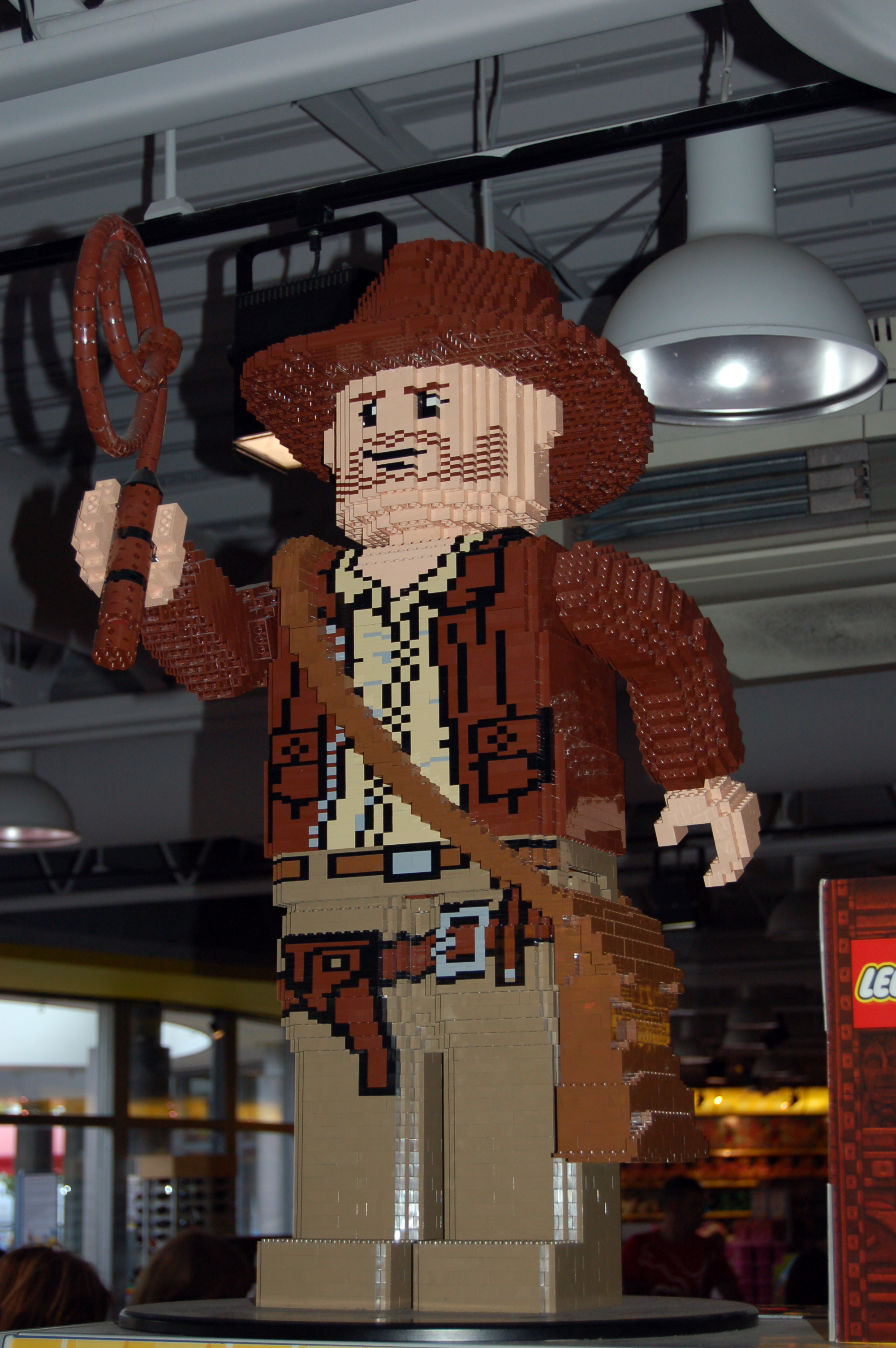
Індіана Джонс із LEGO, LEGOLAND® Windsor Resort, Велика Британія.
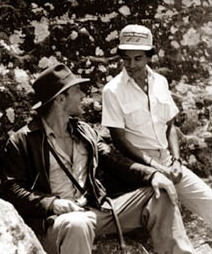
Гаррісон Форд з Чандран Рутно, зйомки «Індіана Джонс і Храм Долі».
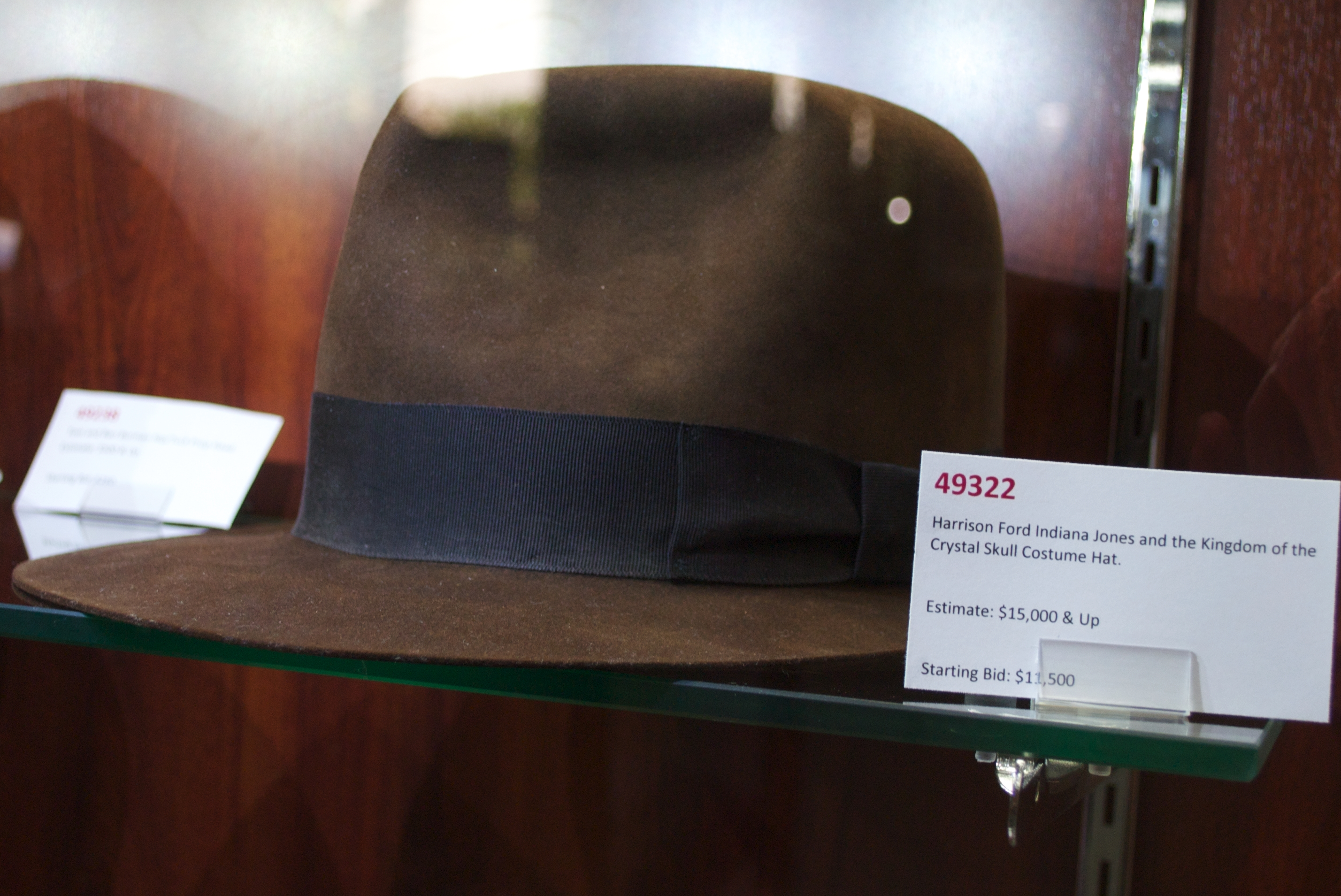
Капелюх Індіани
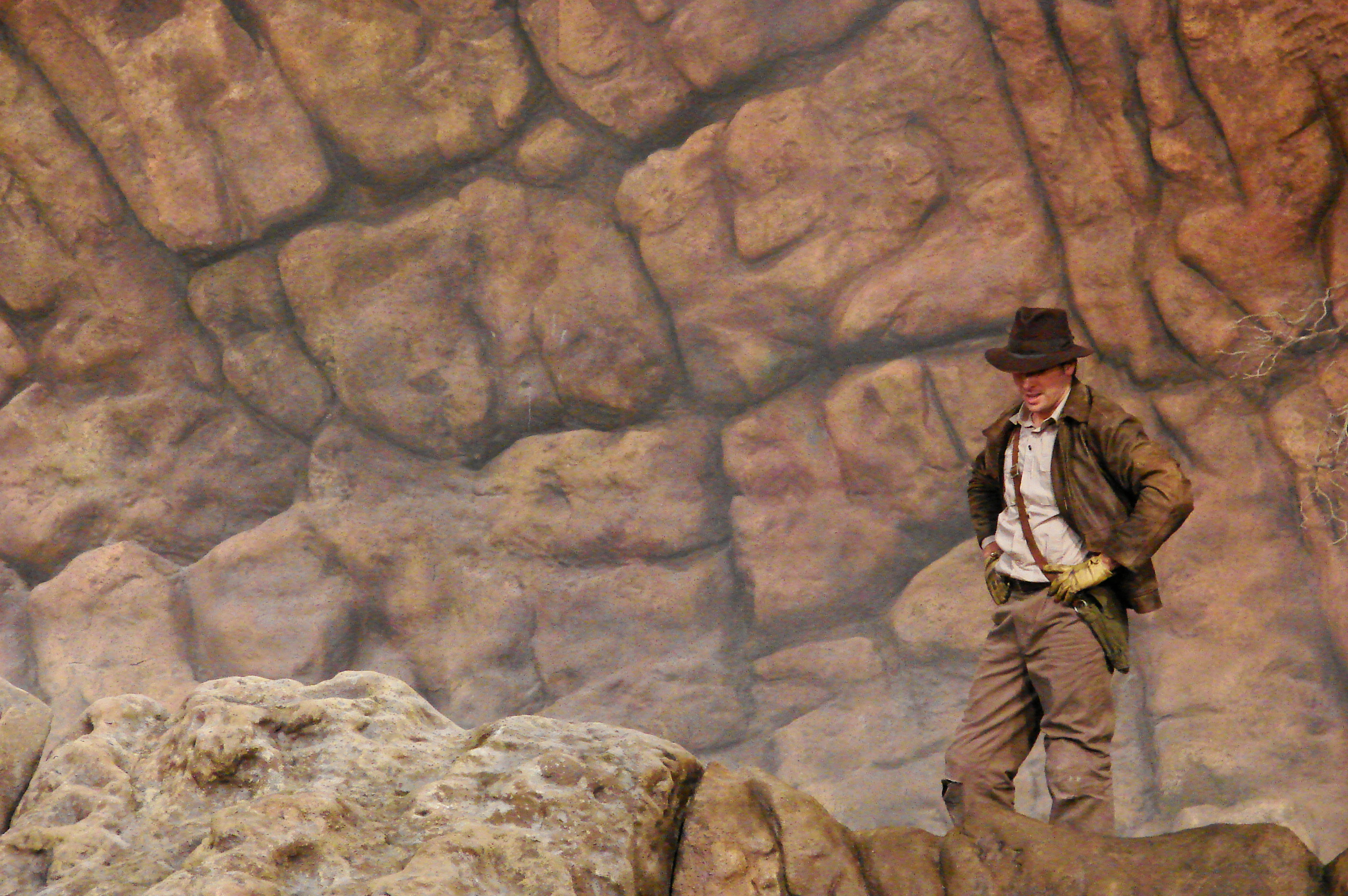
Дублер Індіани в парку розваг «Indiana Jones Epic Stunt Spectacular!»
Індіана Джонс у фільмі «В пошуках Загубленого ковчега»